# Darkness on the Edge of Town
Darkness on the Edge of Town —en español: Oscuridad en las afueras de la ciudad— es el cuarto álbum de estudio del músico estadounidense Bruce Springsteen, publicado por la compañía discográfica Columbia Records en junio de 1978. El álbum marcó el final de un espacio de tres años desde el lanzamiento de su predecesor, Born to Run, debido a obligaciones contractuales y a batallas legales con Mike Appel, su anterior representante.
Grabado en los Record Plant Studios entre octubre de 1977 y marzo de 1978, Darkness on the Edge of Town obtuvo reseñas mayoritariamente positivas y similares a Born to Run, en las que destacaron la madurez de las letras y la temática del álbum. En el plano comercial, el álbum alcanzó el puesto cinco en la lista estadounidense Billboard 200 y el dieciséis en la lista de discos más vendidos del Reino Unido. Además, la RIAA lo certificó como triple disco de platino tras superar los tres millones de copias vendidas en el país.

## Historia

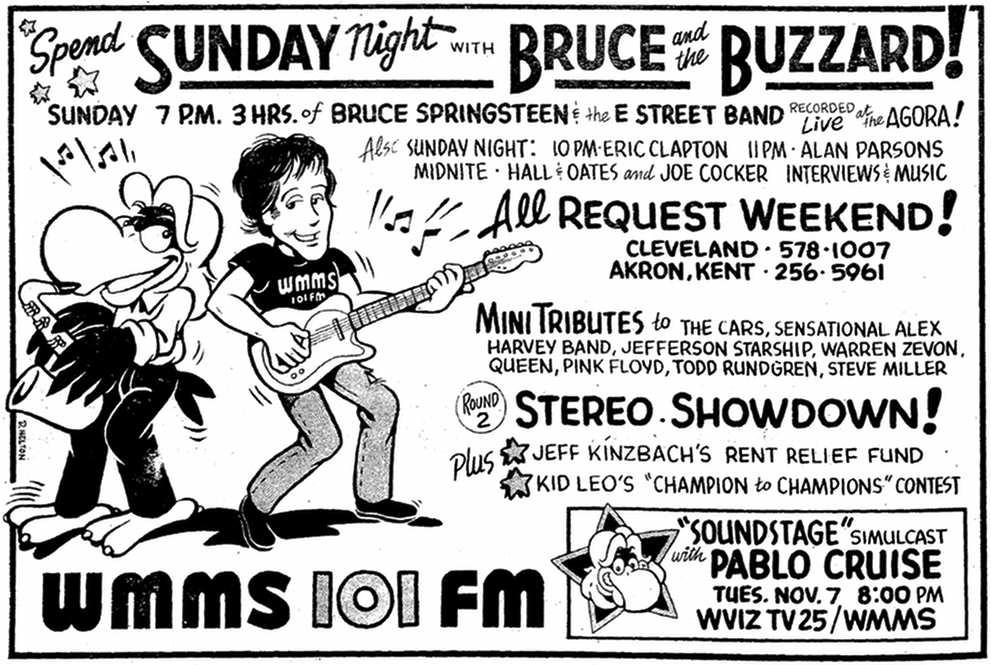
Anuncio de un concierto de Springsteen programado para retransmitirse en WMMS/Cleveland.

Tras la publicación de Born to Run, Springsteen se vio inmerso en problemas legales con su anterior representante, Mike Appel, lo cual, junto a la extensa gira de promoción de Born to Run, le llevó a tardar casi tres años en volver a publicar un nuevo trabajo.
En la secuenciación del LP original, Springsteen continuó el enfoque de «cuatro esquinas» de Born to Run, de modo que la primera canción de cada cara —«Badlands» y «The Promised Land»— eran gritos marciales para superar circunstancias, mientras que la última canción de cada cara —«Racing in the Street» y «Darkness on the Edge of Town»— eran tristes lamentos de circunstancias que superan toda esperanza. Steve Van Zandt, guitarrista de la E Street Band, recibió acreditación como productor musical al ayudar a Springsteen en la producción.
La colección de canciones de Darkness on the Edge of Town, todas ellas cantadas en primera persona, tienen una unidad temática recurrente, con palabras que se repiten frecuentemente en la mayoría de las canciones. Los términos «darkness» y «dark» aparecen en seis de las canciones, mientras que nueve de ellas incluyen las palabras «night» y «tonight». Además, el pronombre «they» se menciona en ocho canciones sugiriendo gente anónima que ejerce una influencia negativa, mientras que «work», «worked» o «working» forman parte de seis canciones, al igual que la palabra «dream».
La fotografía de la portada fue tomada por Frank Stefanko en su propio hogar en Haddonfield (Nueva Jersey). Sobre la portada, Springsteen comentó: «Cuando vi la fotografía, dije: "Ese es el tío de las canciones". Quería esa parte de mí en la portada. Frank me despojó de toda la celebridad y me dejó con la esencia. Eso es de lo que se trataba».

## Recepción
Tras su publicación, Darkness on the Edge of Town obtuvo generalmente reseñas positivas de la prensa musical. William Ruhlmann de Allmusic escribió: «Aunque no tan fuertemente producido como Born to Run, Darkness tuvo un sonido con mucho cuerpo, las historias de Springsteen eran menos heroicas, pero su estilo musical siguió siendo grande. El sonido, y la convicción de su voz, añadió peso a canciones como "Racing in the Street" y el título que da tema al álbum, transformando el patetismo en tragedia. Pero a pesar del fervor del rock and roll, Darkness no era una escucha fácil, y notificó que Springsteen ya estaba dispuesto a arriesgar su popularidad por sus principios». En el mismo sentido, la revista Billboard destacó las canciones «Adam Raised a Cain», «Factory» y «Prove It All Night», y escribió: «En este esfuerzo tan esperado, Springsteen evita el sonido denso de su aclamado Born to Run para poner énfasis en su único estilo vocal gutural. Aunque más escasa, la música es igual de poderosa, con una banda de siete hombres detrás de Springsteen ayudados por la destreza de los productores junto a Steve Van Zandt, Jimmy Iovine y Charles Plotkin».
En el mismo sentido, Greg Kot de Chicago Tribune escribió sobre el álbum: «Al igual que su predecesor, Darkness favorece la grandilocuencia sobre la sutileza, pero esta vez la música es casi aterradoramente brutal, especialmente los gritos ahogados en "Adam Raised a Cain" y "Streets of Fire", dado que Springsteen por primera vez apunta sus letras fuera de Jersey Shore, y blande su guitarra y su voz como sopletes».  Por otra parte, Robert Christgau escribió en la revista Village Voice: «"Promised Land", "Badlands" y "Adam Raised a Cain" son modelos de cómo un género limitado pueden iluminar una visión filosófica madura. Lírica y vocalmente, se mueven de lo informal al encantamiento con una impresionante sutileza, sacudiendo personajes ordinarios y detalles en un reino cargado de significación». En la revista Rolling Stone, Dave Marsh escribió: «Born to Run [...] sonaba como el fin de una era, el clímax de los primeros veinte años de su gran tradición, el ápice de nuestra adolescencia colectiva. Darkness on the Edge of Town no. Parece como el umbral de un nuevo periodo en el que siempre tendremos "vidas en la línea donde los sueños se encuentran y pierden". Se plantea una vez más la pregunta que los momentos epifánicos del rock and roll siempre tienen: ¿Crees en la magia? Y una vez más, la respuesta es sí. Por supuesto».
Asimismo, en 2003, en una edición especial, la revista Rolling Stone posicionó el álbum en el puesto 151 de su lista de los 500 mejores álbumes de todos los tiempos; y fue incluido en el libro "1001 discos que hay que escuchar antes de morir" del escritor británico Robert Dimery.
En el plano comercial, Darkness on the Edge of Town obtuvo un éxito similar a su predecesor, Born to Run. Alcanzó el puesto cinco en la lista estadounidense Billboard 200 y el dieciséis en la lista de discos más vendidos del Reino Unido. En Canadá, llegó al puesto siete en la lista elaborada por la revista RPM, mientras que en Australia alcanzó el puesto nueve en la lista elaborada por ARIA. Durante la gira de promoción de Darkness on the Edge of Town, Springsteen consolidó su figura como uno de los músicos más destacados del rock en la década de 1970, lo cual le llevó a obtener su primer número uno en los Estados Unidos con su siguiente trabajo, The River, publicado dos años después.

## The Promise: The Darkness on the Edge of Town Story
El 16 de noviembre de 2010, Columbia Records publicó The Promise: The Darkness on the Edge of Town Story, una caja recopilatoria con tres CD y tres DVD. El set, ideado con motivo del trigésimo aniversario de la publicación de Darkness on the Edge of Town en 2008, incluyó una versión remasterizada del álbum original, así como un nuevo recopilatorio, The Promise, con 21 canciones descartadas e inéditas de las sesiones de grabación de Darkness. Dentro del material filmado, uno de los DVD incluyó el documental The Promise: The Making of Darkness on the Edge of Town, dirigido por Thom Zimny. El segundo DVD incluyó una interpretación en directo de Darkness on the Edge of Town en el Paramount Theatre de Asbury Park (Nueva Jersey) durante la gira de promoción de Working on a Dream, además de largometraje de Thrill Hill Vault con canciones interpretadas durante ensayos de Springsteen con la E Street Band, sesiones en el estudio de grabación y conciertos de la época. El tercer y último DVD incluyó un concierto completo de la gira de promoción de Darkness on the Edge of Town.
La edición deluxe de The Promise: The Darkness on the Edge of Town Story incluyó también una reproducción de los cuadernos originales de Springsteen, de 80 páginas, en las que el músico documentó las sesiones de grabación e incluyó letras alternativas de los temas publicados, ideas para futuras canciones y anotaciones personales. The Promise: The Darkness on the Edge of Town Story ganó un Grammy a la mejor presentación en caja o edición especial limitada en la 54.ª edición de los premios.
El documental The Promise: The Making of Darkness on the Edge of Town fue estrenado el 14 de septiembre de 2010 en el Festival Internacional de Cine de Toronto. Al igual que el documental, el recopilatorio The Promise fue también vendido de forma separada a la caja recopilatoria.

## Lista de canciones
Todas las canciones escritas y compuestas por Bruce Springsteen. 
| Cara A |                          |          |  |
| N.º    | Título                   | Duración |  |
| 1.     | «Badlands»               | 4:05     |  |
| 2.     | «Adam Raised a Cain»     | 4:35     |  |
| 3.     | «Something in the Night» | 5:15     |  |
| 4.     | «Candy's Room»           | 2:50     |  |
| 5.     | «Racing in the Street»   | 6:56     |  |

| Cara B |                                |          |  |
| N.º    | Título                         | Duración |  |
| 6.     | «The Promised Land»            | 4:30     |  |
| 7.     | «Factory»                      | 2:20     |  |
| 8.     | «Streets of Fire»              | 4:04     |  |
| 9.     | «Prove It All Night»           | 4:01     |  |
| 10.    | «Darkness on the Edge of Town» | 4:31     |  |

| The Promise: The Darkness on the Edge of Town Story CD 2: The Promise |                               |          |  |
| N.º                                                                   | Título                        | Duración |  |
| 1.                                                                    | «Racing in the Street" ('78)» | 6:49     |  |
| 2.                                                                    | «Gotta Get That Feeling»      | 3:17     |  |
| 3.                                                                    | «Outside Looking In»          | 2:16     |  |
| 4.                                                                    | «Someday (We'll Be Together)» | 5:35     |  |
| 5.                                                                    | «One Way Street»              | 4:19     |  |
| 6.                                                                    | «Because the Night»           | 3:25     |  |
| 7.                                                                    | «Wrong Side of the Street»    | 3:34     |  |
| 8.                                                                    | «The Brokenhearted»           | 5:19     |  |
| 9.                                                                    | «Rendezvous»                  | 2:37     |  |
| 10.                                                                   | «Candy's Boy»                 | 4:38     |  |

| The Promise: The Darkness on the Edge of Town Story CD 3: The Promise |                                    |          |  |
| N.º                                                                   | Título                             | Duración |  |
| 1.                                                                    | «Save My Love»                     | 2:36     |  |
| 2.                                                                    | «Ain't Good Enough for You»        | 4:01     |  |
| 3.                                                                    | «Fire»                             | 4:08     |  |
| 4.                                                                    | «Spanish Eyes»                     | 3:50     |  |
| 5.                                                                    | «It's a Shame»                     | 3:14     |  |
| 6.                                                                    | «Come On (Let's Go Tonight)»       | 2:18     |  |
| 7.                                                                    | «Talk to Me»                       | 4:20     |  |
| 8.                                                                    | «The Little Things (My Baby Does)» | 3:17     |  |
| 9.                                                                    | «Breakaway»                        | 5:30     |  |
| 10.                                                                   | «The Promise»                      | 5:52     |  |
| 11.                                                                   | «City of Night»                    | 7:00     |  |

| The Promise: The Darkness on the Edge of Town Story DVD 2: Paramount Theatre, Asbury Park & Thrill Hill Vault: 1976–1978 |                                               |          |  |
| N.º | Título                                        | Duración |  |
| 1. | «Badlands»                                    |          |  |
| 2. | «Adam Raised a Cain»                          |          |  |
| 3. | «Something in the Night»                      |          |  |
| 4. | «Candy's Room»                                |          |  |
| 5. | «Racing in the Street»                        |          |  |
| 6. | «The Promised Land»                           |          |  |
| 7. | «Factory»                                     |          |  |
| 8. | «Streets of Fire»                             |          |  |
| 9. | «Prove It All Night»                          |          |  |
| 10. | «Darkness on the Edge of Town»                |          |  |
| 11. | «Save My Love» (Holmdel, NJ – '76)            |          |  |
| 12. | «Candy's Boy» (Holmdel, NJ – '76)             |          |  |
| 13. | «Something in the Night» (Red Bank, NJ – '76) |          |  |
| 14. | «Don't Look Back» (NYC – '78)                 |          |  |
| 15. | «Ain't Good Enough for You» (NYC – '78)       |          |  |
| 16. | «The Promise» (NYC – '78)                     |          |  |
| 17. | «Candy's Room Demo» (NYC – '78)               |          |  |
| 18. | «Badlands» (Phoenix – '78)                    |          |  |
| 19. | «The Promised Land» (Phoenix – '78)           |          |  |
| 20. | «Prove It All Night» (Phoenix – '78)          |          |  |
| 21. | «Born to Run» (Phoenix – '78)                 |          |  |
| 22. | «Rosalita (Come Out Tonight)» (Phoenix – '78) |          |  |

| The Promise: The Darkness on the Edge of Town Story DVD 3: Houston '78 Bootleg: House Cut' |                                       |          |  |
| N.º                                                                                        | Título                                | Duración |  |
| 1.                                                                                         | «Badlands»                            |          |  |
| 2.                                                                                         | «Streets of Fire»                     |          |  |
| 3.                                                                                         | «It's Hard to Be a Saint in the City» |          |  |
| 4.                                                                                         | «Darkness on the Edge of Town»        |          |  |
| 5.                                                                                         | «Spirit in the Night»                 |          |  |
| 6.                                                                                         | «Independence Day»                    |          |  |
| 7.                                                                                         | «The Promised Land»                   |          |  |
| 8.                                                                                         | «Prove It All Night»                  |          |  |
| 9.                                                                                         | «Racing in the Street»                |          |  |
| 10.                                                                                        | «Thunder Road»                        |          |  |
| 11.                                                                                        | «Jungleland»                          |          |  |
| 12.                                                                                        | «The Ties That Bind»                  |          |  |
| 13.                                                                                        | «Santa Claus Is Coming to Town»       |          |  |
| 14.                                                                                        | «The Fever»                           |          |  |
| 15.                                                                                        | «Fire»                                |          |  |
| 16.                                                                                        | «Candy's Room»                        |          |  |
| 17.                                                                                        | «Because the Night»                   |          |  |
| 18.                                                                                        | «Point Blank»                         |          |  |
| 19.                                                                                        | «She's the One»                       |          |  |
| 20.                                                                                        | «Backstreets»                         |          |  |
| 21.                                                                                        | «Rosalita (Come Out Tonight)»         |          |  |
| 22.                                                                                        | «Born To Run»                         |          |  |
| 23.                                                                                        | «Detroit Medley»                      |          |  |
| 24.                                                                                        | «Tenth Avenue Freeze-Out»             |          |  |
| 25.                                                                                        | «You Can't Sit Down»                  |          |  |
| 26.                                                                                        | «Quarter to Three»                    |          |  |

## Personal
| Músicos - Bruce Springsteen: voz, guitarra, armónica, bajo y coros - Roy Bittan: teclados y piano - Clarence Clemons: saxofón, percusión y coros - Danny Federici: órgano, teclados y coros - Garry Tallent: bajo - Steve Van Zandt: guitarra y coros - Max Weinberg: batería | Equipo técnico - Jimmy Iovine: ingeniero de sonido - Jon Landau: producción musical - Thom Panunzio: ingeniero asistente - Chuck Plotkin: mezclas - Mike Reese: masterización - Frank Stefanko: fotografía |

## Posición en listas
| Año  | País           | Lista                     | Posición |
| ---- | -------------- | ------------------------- | -------- |
| 1978 | Australia      | ARIA Albums Charts        | 9        |
| 1978 | Canadá         | RPM Albums Chart          | 7        |
| 1978 | Estados Unidos | Billboard 200             | 5        |
| 1978 | Irlanda        | Irish Albums Chart        | 75       |
| 1978 | Noruega        | VG-lista Albums Chart     | 12       |
| 1978 | Nueva Zelanda  | New Zealand Top 40 Albums | 4        |
| 1978 | Países Bajos   | Mega Album Top 100        | 4        |
| 1978 | Reino Unido    | UK Album Chart            | 16       |
| 1978 | Suecia         | Albums Top 60             | 9        |
| 1985 | Estados Unidos | Billboard 200             | 167      |
| 2010 | Estados Unidos | Billboard 200             | 16       |

| Año  | Sencillo             | Lista              | Posición más alta |
| ---- | -------------------- | ------------------ | ----------------- |
| 1978 | «Prove It All Night» | Billboard Hot 100  | 33                |
| 1978 | «Prove It All Night» | RPM Singles Chart  | 57                |
| 1978 | «Prove It All Night» | ARIA Singles Chart | 90                |
| 1978 | «Badlands»           | Billboard Hot 100  | 42                |
| 1978 | «Badlands»           | RPM Singles Chart  | 44                |